# Адилсон Батиста
Адилсон Батиста (16. март 1968) бивши је бразилски фудбалер.

## Каријера
Током каријере играо је за Атлетико Паранаинсе, Крузеиро, Интернасионал, Гремио Порто Алегре, Коринтијанс Паулиста и многе друге клубове.

## Репрезентација
За репрезентацију Бразила дебитовао је 1990. године. За национални тим одиграо је 4 утакмице.

## Статистика
| Бразил | Бразил | Бразил |
| Год.   | Ута.   | Гол.   |
| ------ | ------ | ------ |
| 1990   | 3      | 0      |
| 1991   | 1      | 0      |
| Укупно | 4      | 0      |